# 9 février 1987

## Naissances
- Sébastien Combot, kayakiste Français
- Henry Cejudo, lutteur américain
- José Ángel Crespo, footballeur espagnol
- Rose Leslie, actrice britannique
- Joe O'Cearuill, footballeur irlandais
- Lee Robert Martin, footballeur anglais
- Kristof Van Hout, footballeur belge

## Décès
- Georges Gaudy, écrivain français
- Louis Plack Hammett, chimiste américain

## Sports
- Ouverture de Rendez-Vous '87
- Premier match officiel de l'Équipe du Portugal de futsal

## Politique
- En France, fusion de Labuissière et Bruay-en-Artois en Bruay-la-Buissière.
- Nomination de Gabriel Robin en tant que représentant permanent de la France au Conseil de l'Atlantique Nord
- Fin de la coalition du Cabinet Börner III dans le land de Hesse, Allemagne.
- Reprise des négociations frontalières sino-soviétiques.